# Afraid of Sunlight
| Críticas profissionais | Críticas profissionais |
| Avaliações da crítica  | Avaliações da crítica  |
| Fonte                  | Avaliação              |
| ---------------------- | ---------------------- |
| allmusic               | link                   |

Afraid of Sunlight é o oitavo álbum de estúdio da banda de rock britânica Marillion, lançado em 1995.
Depois de se aventurar pelo pop em Holidays in Eden e abraçar novamente o progressivo em Brave, o Marillion procurou conciliar essas duas tendências no seu oitavo disco, produzindo um trabalho de temática forte, reflexiva e sarcástica e sonoridade que concilia o soft rock ao progressivo (apesar da presença do hard rock em "King"). Em linhas gerais, a temática do álbum é sobre o lado destrutivo da fama e da celebridade. Nas letras, mencionam-se, direta ou indiretamente, personalidades como Donald Campbell ("Out of This World"); Kurt Cobain, Michael Jackson e Elvis Presley ("King"); Mike Tyson ("Gazpacho"); James Dean ("Afraid of Sunlight"); etc.
Assim como os discos anteriores, Afraid of Sunlight novamente foi uma decepção em termos de público, atingindo apenas o Top 20 da venda de álbuns no Reino Unido, apesar de ter lançado um single de bastante sucesso pelo mundo ("Beautiful") e de ter sido quase tão aclamado pela crítica quanto o álbum anterior.
Foi o último disco do Marillion lançado pela EMI, e reforçou mais uma vez a vocação do Marillion para ser uma banda cult, com pouca repercussão entre as grandes massas.
A canção "Beautiful" foi incluída na trilha sonora internacional da novela "Cara & Coroa", exibida pela TV Globo entre 1995/1996. Na trama a música foi tema da personagem Fernanda, interpretada por Christiane Torloni.

## Faixas

### Lado Um
1. "Gazpacho" – 7:28 (John Helmer, Steve Hogarth, Mark Kelly, Ian Mosley, Steve Rothery, Pete Trewavas)
2. "Cannibal Surf Babe" – 5:25 (Helmer, Hogarth, Kelly, Mosley, Rothery, Trewavas)
3. "Beautiful" – 5:12 (Hogarth, Kelly, Mosley, Rothery, Trewavas)
4. "Afraid of Sunrise" – 5:01 (Helmer, Hogarth, Kelly, Mosley, Rothery, Trewavas)

### Lado Dois
1. "Out of This World" – 7:54 (Helmer, Hogarth, Kelly, Mosley, Rothery, Trewavas)
2. "Afraid of Sunlight" – 6:49 (Helmer, Hogarth, Kelly, Mosley, Rothery, Trewavas)
3. "Beyond You" – 6:10 (Hogarth, Kelly, Mosley, Rothery, Trewavas)
4. "King" – 7:03 (Hogarth, Kelly, Mosley, Rothery, Trewavas)

## Músicos
- Steve Hogarth – vocais
- Steve Rothery - guitaras
- Mark Kelly - teclados
- Pete Trewavas - baixo
- Ian Mosley - bateria